# Liste der Lords Mayor of Dublin
Der Lord Mayor of Dublin ist der Vorsitzende des Dublin City Council (früher Dublin Corporation) und „erster Bürger“ Dublins. Der Titel wurde 1229 als Mayor of Dublin geschaffen. Die Hebung des Titels zu Lord Mayor erfolgte 1665. Sie oder er wird Ende Juni jeden Jahres aus den Reihen des Rates gewählt und tritt das Amt dann am 1. Juli an. Die Amtszeit beträgt ein Jahr.

## Mayors of Dublin

### 13. Jahrhundert
| Jahr      | Name                 |
| --------- | -------------------- |
| 1229–1230 | Richard Muton        |
| 1230–1231 | Henry de Exeter      |
| 1231–1232 | Thomas de la Corner  |
| 1232–1233 | Robert Pollard       |
| 1233–1234 | Gilbert de Lyvet     |
| 1234–1235 | Robert Owain         |
| 1235–1237 | Gilbert de Lyvet     |
| 1237–1238 | Elias Burel          |
| 1238–1240 | Robert Pollard       |
| 1240–1241 | Henry de Exeter      |
| 1241–1242 | William Flamstede    |
| 1242–1243 | John Le Warre        |
| 1243–1244 | Philip de Dureham    |
| 1244–1245 | John Le Warre        |
| 1245–1246 | Roger Owen           |
| 1246–1249 | John Le Warre        |
| 1249–1250 | Roger Oeyn           |
| 1250–1252 | Elias Burel          |
| 1252–1256 | John Le Warre        |
| 1256–1257 | Richard Olaf         |
| 1257–1258 | Sir John Le Warre    |
| 1258–1259 | Peter Abraham        |
| 1259–1260 | Elias Burel          |
| 1260–1261 | Thomas de Winchester |
| 1261–1263 | Roger de Asshebourne |
| 1263–1264 | Thomas de Winchester |
| 1264–1265 | Vincent Taverner     |
| 1265–1267 | Thomas de Winchester |
| 1267–1268 | Vincent Taverner     |
| 1268–1269 | Roger Asshebourne    |
| 1269–1270 | Vincent Taverner     |
| 1270–1271 | Thomas de Winchester |
| 1271–1272 | William de Bristol   |
| 1272–1275 | John Garget          |
| 1275–1276 | City in King's Hands |
| 1276–1277 | Walter Unred         |
| 1277–1279 | David de Callan      |
| 1279–1280 | Henry Le Mareschall  |
| 1280–1283 | David de Callan      |
| 1283–1286 | Walter Unred         |
| 1286–1288 | Thomas de Coventry   |
| 1288–1292 | William de Bristol   |
| 1292–1294 | Robert de Bray       |
| 1294–1295 | John Le Seriaunt     |
| 1295–1296 | Robert de Wyleby     |
| 1296–1299 | Thomas Coyls         |
| 1299–1301 | John Le Seriaunt     |

### 14. Jahrhundert
| Jahr      | Name                       |
| --------- | -------------------------- |
| 1301–1302 | City in King's Hands       |
| 1302–1302 | John Le Decer              |
| 1303–1303 | Geoffrey de Morton         |
| 1304–1304 | John Le Seriaunt           |
| 1305–1305 | John Le Decer              |
| 1306–1306 | John Le Seriaunt           |
| 1307–1309 | John Le Decer              |
| 1309–1310 | Robert de Nottingham       |
| 1310–1311 | John Seriaunt              |
| 1311–1314 | Richard Lawles             |
| 1314–1315 | Robert de Nottingham       |
| 1315–1316 | Richard Lawles             |
| 1316–1319 | Robert de Nottingham       |
| 1319–1320 | Robert de Meones           |
| 1320–1322 | Robert de Nottingham       |
| 1322–1324 | William Douce              |
| 1324–1326 | John Le Decer              |
| 1326–1327 | Robert Le Tanner           |
| 1327–1328 | William Le Mareschal       |
| 1328–1329 | Robert Tanner              |
| 1329–1330 | Philip Cradok              |
| 1330–1331 | William Douce              |
| 1331–1332 | John de Meones             |
| 1332–1333 | William Beydyn, or Boydiff |
| 1333–1334 | Geoffrey Cromp             |
| 1334–1335 | William Beyden, or Boydiff |
| 1335–1336 | John de Meones             |
| 1336–1337 | Philip Cradok              |
| 1337–1338 | John de Meones             |
| 1338–1339 | Robert Le Tanner           |
| 1339–1341 | Kenewrek Scherman          |
| 1341–1347 | John Le Seriaunt           |
| 1347–1348 | Geoffrey Crompe            |
| 1348–1349 | Kenewrek Scherman          |
| 1349–1350 | Geoffrey Crompe            |
| 1349–1350 | John Seriaunt              |
| 1350–1351 | John Bathe                 |
| 1351–1352 | Robert de Moenes           |
| 1352–1353 | Adam Louestoc              |
| 1353–1356 | John Seriaunt              |
| 1356–1357 | Robert Burnell             |
| 1357–1358 | Peter Barfot               |
| 1358–1359 | John Taylor                |
| 1359–1361 | Peter Berfot               |
| 1361–1362 | Richard Heygrewe           |
| 1362–1364 | John Beke                  |
| 1364–1365 | David Tyrrell              |
| 1365–1366 | Richard Heygrewe           |
| 1366–1367 | David Tyrrell              |
| 1367–1368 | Peter Woder                |
| 1368–1369 | John Wydon                 |
| 1369–1371 | John Passavaunt            |
| 1371–1374 | John Wydon                 |
| 1374–1375 | Nicholas Seriaunt          |
| 1375–1376 | Edmund Berle               |
| 1376–1378 | Nicholas Serivaunt         |
| 1378–1379 | Robert Stakebold           |
| 1379–1380 | John Wydon                 |
| 1380–1382 | John Hull                  |
| 1382–1383 | Edmund Berle               |
| 1383–1384 | Robert Burnell             |
| 1384–1385 | Roger Bekeford             |
| 1385–1386 | Edmund Berle               |
| 1386–1387 | Robert Stackebold          |
| 1387–1388 | John Bermingham            |
| 1388–1389 | John Passavaunt            |
| 1389–1390 | Thomas Mareward            |
| 1390–1391 | Thomas Cusacke             |
| 1391–1392 | Richard Chamberlain        |
| 1392–1393 | John Mareward              |
| 1393–1396 | Thomas Cusacke             |
| 1396–1397 | Geoffrey Gallane           |
| 1397–1398 | Thomas Cusake              |
| 1398–1399 | Nicholas Fynglas           |
| 1399–1400 | Ralph Ebbe                 |
| 1400–1401 | Thomas Cusacke             |

### 15. Jahrhundert
| Jahr      | Name                 |
| --------- | -------------------- |
| 1401–1403 | John Drake           |
| 1403–1404 | Thomas Cusacke       |
| 1404–1406 | John Drake           |
| 1406–1407 | Thomas Cusacke       |
| 1407–1408 | William Wade         |
| 1408–1410 | Thomas Cusacke       |
| 1410–1411 | Robert Gallane       |
| 1411–1412 | John Drake           |
| 1412–1413 | Thomas Cusake        |
| 1413–1414 | Luke Dowdall         |
| 1414–1416 | Thomas Cusacke       |
| 1416–1417 | Walter Tyrrell       |
| 1417–1419 | Thomas Cusacke       |
| 1419–1420 | Walter Tyrrell       |
| 1420–1421 | Thomas Shorthalls    |
| 1421–1422 | John Burnell         |
| 1422–1423 | Thomas Cusacke       |
| 1423–1424 | John White           |
| 1424–1425 | Thomas Cusacke       |
| 1425–1426 | Sir Walter Tyrrell   |
| 1426–1427 | John Walshe          |
| 1427–1429 | Thomas Shortall      |
| 1429–1430 | Thomas Cusacke       |
| 1430–1432 | John White           |
| 1432–1433 | John Hadsor          |
| 1433–1434 | Nicholas Woder       |
| 1434–1435 | Ralph Pembroke       |
| 1435–1436 | John Kylbery         |
| 1436–1437 | Robert Chambre       |
| 1437–1438 | Thomas Newberry      |
| 1438–1439 | Nicholas Woder       |
| 1439–1440 | John FitzRobert      |
| 1440–1441 | Nicholas Woder       |
| 1441–1442 | Ralph Pembroke       |
| 1442–1447 | Nicholas Woder       |
| 1447–1448 | Thomas Newbery       |
| 1448–1449 | No entry             |
| 1449–1451 | Sir Robert Burnell   |
| 1451–1453 | Thomas Newbery       |
| 1453–1454 | Sir Nicholas Woder   |
| 1454–1455 | Sir Robert Burnell   |
| 1455–1456 | Philip Bellewe       |
| 1456–1457 | John Bennet          |
| 1457–1458 | Thomas Newbery       |
| 1458–1459 | Robert Burnell       |
| 1459–1460 | Thomas Walshe        |
| 1460–1461 | Thomas Newbery       |
| 1461–1462 | Sir Robert Burnell   |
| 1462–1463 | No entry             |
| 1463–1465 | Sir Thomas Newbery   |
| 1465–1466 | Simon FitzRery       |
| 1466–1467 | William Crampe       |
| 1467–1469 | Thomas Newbery       |
| 1469–1470 | Arland Ussher        |
| 1470–1471 | Thomas Walton        |
| 1471–1472 | Simon FitzRery       |
| 1472–1473 | John Fyan            |
| 1473–1474 | John Bellewe         |
| 1474–1475 | Nicholas Burke       |
| 1475–1477 | Thomas FitzSimon     |
| 1477–1478 | Patrick FitzLeones   |
| 1478–1479 | John Weste           |
| 1479–1480 | John Fyan            |
| 1480–1481 | Willian Donewyth     |
| 1481–1482 | Thomas Mulghan       |
| 1482–1483 | Patrick FitzLeones   |
| 1483–1485 | John West            |
| 1485–1486 | John Serjaunt        |
| 1486–1487 | Janico Markis        |
| 1487–1488 | Thomas Meiler        |
| 1488–1489 | William Tyve, or Tue |
| 1489–1490 | Richard Stanyhurst   |
| 1490–1491 | John Serjaunt        |
| 1491–1492 | Thomas Bennet        |
| 1492–1493 | John Serjaunt        |
| 1493      | Richard Arlon        |
| 1493–1494 | John Savage          |
| 1494–1495 | Patrick FitzLeones   |
| 1495–1496 | Thomas Birmingham    |
| 1496–1497 | John Geydon          |
| 1497–1498 | Thomas Collier       |
| 1498–1499 | Reginald Talbot      |
| 1499–1500 | James Barby          |
| 1500–1501 | Robert Forster       |

### 16. Jahrhundert
| Jahr      | Name                  |
| --------- | --------------------- |
| 1501–1502 | Hugh Talbot           |
| 1502–1503 | Richard Tyrrell       |
| 1503–1504 | John Blake            |
| 1504–1505 | Thomas Newman         |
| 1505–1506 | Nicholas Hertbard     |
| 1506–1507 | William English       |
| 1507–1508 | William Canterell     |
| 1508–1509 | Thomas Philip         |
| 1509–1510 | William Blank         |
| 1510–1511 | Nicholas Roch         |
| 1511–1512 | Thomas Bermingham     |
| 1512–1516 | No entry              |
| 1516–1517 | Christopher Ussher    |
| 1517–1523 | No entry              |
| 1523–1524 | Nicholas Queytrot     |
| 1524–1525 | No entry              |
| 1525–1526 | Richard Talbot        |
| 1526–1527 | Walter Ewstas         |
| 1527–1530 | No entry              |
| 1530–1531 | Thomas Barbe          |
| 1531–1532 | John Sarsewell        |
| 1532–1533 | Nicholas Gaydon       |
| 1533–1534 | Walter FitzSimon      |
| 1534–1535 | Robert Shilyngford    |
| 1535–1536 | Thomas Stephens       |
| 1536–1537 | John Shilton          |
| 1537–1538 | John Scuyr            |
| 1538–1539 | James FitzSymond      |
| 1539–1540 | Nicholas Bennet       |
| 1540–1541 | Walter Tyrrell        |
| 1541–1542 | Nicholas Umfre        |
| 1542–1543 | Nicholas Stanihurst   |
| 1543–1546 | No entry              |
| 1546–1547 | Henry Plunket         |
| 1547–1548 | Thady Duff            |
| 1548–1549 | James Hancoke         |
| 1549–1550 | Richard Fyane         |
| 1550–1551 | John Money            |
| 1551–1552 | Michael Penteny       |
| 1552–1553 | Robert Cusake         |
| 1553–1554 | Bartholomew Ball      |
| 1554–1555 | Patrick Sarsfield     |
| 1555–1556 | Thomas Rogers         |
| 1556–1557 | John Challoner        |
| 1557–1558 | John Spenefelde       |
| 1558–1559 | Robert Golding        |
| 1559–1560 | Christopher Sedgrave  |
| 1560–1561 | Thomas FitzSimon      |
| 1561–1562 | Robert Ussher         |
| 1562–1563 | Thomas Fininge        |
| 1563–1564 | Robert Cusake         |
| 1564–1565 | Richard Fiand         |
| 1565–1566 | Nicholas FitzSimon    |
| 1566–1567 | Sir William Sarsfield |
| 1567–1568 | John FitzSimon        |
| 1568–1569 | Michael Bea           |
| 1569–1570 | Walter Cusake         |
| 1570–1571 | Henry Brown           |
| 1571–1572 | Patrick Dowdall       |
| 1572–1573 | James Bellewe         |
| 1573–1574 | Christopher Fagan     |
| 1574–1575 | John Ussher           |
| 1575–1576 | Patrick Goghe         |
| 1576–1577 | John Goghe            |
| 1577–1578 | Giles Allen           |
| 1578–1579 | Richard Rownswell     |
| 1579–1580 | Nicholas Duffe        |
| 1580–1581 | Walter Ball           |
| 1581–1582 | John Gaydon           |
| 1582–1583 | Nicholas Ball         |
| 1583–1584 | John Lennan           |
| 1584–1585 | Thomas Cosgrave       |
| 1585–1586 | William Piccott       |
| 1586–1587 | Richard Rownswell     |
| 1587–1588 | Richard Fagan         |
| 1588–1589 | Walter Sedgrave       |
| 1589–1590 | John Forster          |
| 1590–1591 | Edmond Devnish        |
| 1591–1592 | Thomas Smith          |
| 1592–1593 | Philip Conran         |
| 1593–1594 | James Janes           |
| 1594–1595 | Thomas Gerrald        |
| 1595–1596 | Francis Taylor        |
| 1596–1597 | Michael Chamberlain   |
| 1597–1598 | Nicholas Weston       |
| 1598–1599 | James Bellewe         |
| 1599–1600 | Gerald Yonge          |
| 1600–1601 | Nicholas Barran       |

### 17. Jahrhundert
| Jahr      | Name                    |
| --------- | ----------------------- |
| 1601–1602 | Matthew Hancocke        |
| 1602–1603 | John Terrell            |
| 1603–1604 | William Goughe          |
| 1604–1605 | John Elliott            |
| 1605–1606 | John Bryce oder Brice   |
| 1606–1607 | John Arthore            |
| 1607–1608 | Nicholas Barran         |
| 1608–1609 | John Cusacke            |
| 1609–1610 | Robert Ball             |
| 1610–1611 | Richard Barrye          |
| 1611–1612 | Thomas Bushopp          |
| 1612–1613 | Sir James Carroll       |
| 1613–1614 | Richard Forster         |
| 1614–1616 | Sir Richard Browne      |
| 1616–1617 | John Bennes             |
| 1617–1618 | Sir James Carroll       |
| 1618–1619 | John Lany               |
| 1619–1620 | Richard Forster         |
| 1620–1621 | Sir Richard Browne      |
| 1621–1622 | Edward Ball             |
| 1622–1623 | Richard Wiggett         |
| 1623–1624 | Thadee Duff             |
| 1624–1625 | William Bushopp         |
| 1625–1626 | Sir James Carroll       |
| 1626–1627 | Thomas Evans            |
| 1627–1628 | Edward Jans             |
| 1628–1629 | Ronert Bennett          |
| 1629–1630 | Christopher Forster     |
| 1630–1631 | Thomas Evans            |
| 1631–1632 | George Jones            |
| 1632–1633 | Robert Bennett          |
| 1633–1634 | Robert Dixon            |
| 1634–1635 | Sir James Carroll       |
| 1635–1637 | Sir Christopher Forster |
| 1637–1638 | James Watson            |
| 1638–1639 | Sir Christopher Forster |
| 1639–1640 | Charles Forster         |
| 1640–1642 | Thomas Wakefield        |
| 1642–1647 | William Smith           |
| 1647–1648 | William Bladen          |
| 1648–1649 | John Pue                |
| 1649–1650 | Thomas Pemberton        |
| 1650      | Sankey Sullyard         |
| 1650–1651 | Raphael Hunt            |
| 1651–1652 | Richard Tighe           |
| 1652–1653 | Daniel Hutchinson       |
| 1653–1654 | John Preston            |
| 1654–1655 | Thomas Hooke            |
| 1655–1656 | Richard Tighe           |
| 1656–1657 | Ridgley Hatfield        |
| 1657–1658 | Thomas Waterhouse       |
| 1658–1659 | Peter Wybrants          |
| 1659–1660 | Robert Deey             |
| 1660–1661 | Hubert Adryan Verneer   |
| 1661–1662 | George Gilbert          |
| 1662–1663 | John Cranwell           |
| 1663–1665 | William Smyth           |

## Lords Mayor of Dublin
1665 wurde Sir Daniel Bellingham erster Lord Mayor of Dublin.

### 17. Jahrhundert
| Jahr      | Name                    |
| --------- | ----------------------- |
| 1665–1666 | Sir Daniel Bellingham   |
| 1666–1667 | John Desmynieres        |
| 1667–1668 | Mark Quin               |
| 1668–1669 | John Forrest            |
| 1669–1670 | Lewis Desmynieres       |
| 1670–1671 | Enoch Reader            |
| 1671–1672 | Sir John Totty          |
| 1672–1673 | Robert Deey             |
| 1673–1674 | Sir Joshua Allen        |
| 1674–1675 | Sir Francis Brewster    |
| 1675–1676 | William Smith           |
| 1676–1677 | Christopher Lovet       |
| 1677–1678 | John Smith              |
| 1678–1679 | Peter Ward              |
| 1679–1680 | John Eastwood           |
| 1680–1681 | Luke Lowther            |
| 1681–1683 | Sir Humphrey Jervis     |
| 1683–1684 | Sir Elias Best          |
| 1684–1685 | Sir Abel Ram            |
| 1685–1686 | Sir John Knox           |
| 1686–1687 | Sir John Castleton      |
| 1687–1688 | Sir Thomas Hackett      |
| 1688–1689 | Sir Michael Creagh      |
| 1689–1690 | Terence MacDermott      |
| 1690–1691 | John Otrington          |
| 1691–1693 | Sir Michael Mitchell    |
| 1693–1694 | Sir John Rogerson       |
| 1694–1695 | George Blackhall        |
| 1695–1696 | William Watts           |
| 1696–1697 | Sir William Billington  |
| 1697–1698 | Bartholomew Van Homrigh |
| 1698–1699 | Thomas Quinn            |
| 1699–1700 | Sir Anthony Percy       |
| 1700–1701 | Sir Mark Rainsford      |

### 18. Jahrhundert
| Jahr      | Name                    |
| --------- | ----------------------- |
| 1701–1702 | Samuel Walton           |
| 1702–1703 | Thomas Bell             |
| 1703–1704 | John Page               |
| 1704–1705 | Sir Francis Stoyte      |
| 1705–1706 | William Gibbons         |
| 1706–1707 | Benjamin Burton         |
| 1707–1708 | John Pearson            |
| 1708–1709 | Sir William Fownes      |
| 1709–1710 | Charles Forrest         |
| 1710–1711 | Sir John Eccles         |
| 1711–1712 | Ralph Gore              |
| 1712–1714 | Sir Samuel Cooke        |
| 1714–1715 | Sir James Barlow        |
| 1715–1716 | John Stoyte             |
| 1716–1717 | Thomas Bolton           |
| 1717–1718 | Anthony Barkey          |
| 1718–1719 | William Quaill          |
| 1719–1720 | Thomas Wilkinson        |
| 1720–1721 | George Forbes           |
| 1721–1722 | Thomas Curtis           |
| 1722–1723 | William Dickson         |
| 1723–1724 | John Porter             |
| 1724–1725 | John Reyson             |
| 1725–1726 | Joseph Kane             |
| 1726–1727 | William Empson          |
| 1727–1728 | Sir Nathaniel Whitwell  |
| 1728–1729 | Henry Burrowes          |
| 1729      | John Page               |
| 1729–1730 | Sir Peter Verdoen       |
| 1730–1731 | Nathaniel Pearson       |
| 1731–1732 | Joseph Nuttall          |
| 1732–1733 | Humphrey French         |
| 1733–1734 | Thomas How              |
| 1734–1735 | Nathaniel Kane          |
| 1735–1736 | Sir Richard Grattan     |
| 1736      | George Forbes           |
| 1736–1737 | Sir James Somerville    |
| 1737–1738 | William Walker          |
| 1738–1739 | John Macarroll          |
| 1739–1740 | Daniel Falkiner         |
| 1740–1741 | Sir Samuel Cooke        |
| 1741–1742 | William Aldrich         |
| 1742–1743 | Gilbert King            |
| 1743–1744 | David Tew               |
| 1744–1745 | John Walker             |
| 1745–1746 | Daniel Cooke            |
| 1746–1747 | Richard White           |
| 1747      | William Walker          |
| 1747–1748 | Sir George Ribton       |
| 1748–1749 | Robert Ross             |
| 1749–1750 | John Adamson            |
| 1750–1751 | Thomas Taylor           |
| 1751–1752 | John Cooke              |
| 1752–1753 | Sir Charles Burton      |
| 1753–1754 | Andrew Murray           |
| 1754–1755 | Hans Bailie             |
| 1755–1756 | Percival Hunt           |
| 1756–1757 | John Forbes             |
| 1757–1758 | Thomas Meade            |
| 1758–1759 | Philip Crampton         |
| 1759–1760 | John Tew                |
| 1760–1761 | Sir Patrick Hamilton    |
| 1761–1762 | Sir Timothy Allen       |
| 1762–1763 | Charles Rossell         |
| 1763–1764 | William Forbes          |
| 1764–1765 | Benjamin Geale          |
| 1765–1766 | Sir James Taylor        |
| 1766–1767 | Edward Sankey           |
| 1767–1768 | Francis Fetherston      |
| 1768–1769 | Benjamin Barton         |
| 1769–1770 | Sir Thomas Blackhall    |
| 1770–1771 | George Reynolds         |
| 1771–1772 | Francis Booker          |
| 1772      | William Forbes          |
| 1772–1773 | Richard French          |
| 1773–1774 | Willoughby Lightburne   |
| 1774–1775 | Henry Hart              |
| 1775–1776 | Thomas Emerson          |
| 1776–1777 | Henry Bevan             |
| 1777–1778 | William Dunne           |
| 1778–1779 | Sir Anthony King        |
| 1779–1780 | James Hamilton          |
| 1780–1781 | Kilner Swettenham       |
| 1781–1782 | John Darragh            |
| 1782–1783 | Nathaniel Warren        |
| 1783–1784 | Thomas Green            |
| 1784–1785 | James Horan             |
| 1785–1786 | James Sheil             |
| 1786–1787 | George Alcock           |
| 1787–1788 | William Alexander       |
| 1788–1789 | John Rose               |
| 1789–1790 | John Exshaw             |
| 1790–1791 | Henry Howison           |
| 1791–1792 | Henry Gore Sankey       |
| 1792–1793 | John Carleton           |
| 1793–1794 | William James           |
| 1794–1795 | Richard Moncrieff       |
| 1795–1796 | Sir William Worthington |
| 1796–1797 | Samuel Reed             |
| 1797–1798 | Thomas Fleming          |
| 1798–1799 | Thomas Andrews          |
| 1799–1800 | John Sutton             |
| 1800      | John Exshaw             |
| 1800–1801 | Charles Thorp           |

### 19. Jahrhundert

#### 1801–1840
| Jahr      | Name                       |
| --------- | -------------------------- |
| 1801–1802 | Richard Manders            |
| 1802–1803 | Jacob Poole                |
| 1803–1804 | Henry Hutton               |
| 1804–1805 | Meredith Jenkins           |
| 1805–1806 | James Vance                |
| 1806–1807 | Joseph Pemberton           |
| 1807–1808 | Hugh Trevor                |
| 1808–1809 | Frederick Darley           |
| 1809–1810 | Sir William Stamer         |
| 1810–1811 | Nathaniel Hone             |
| 1811–1812 | William Henry Archer       |
| 1812–1813 | Abraham Bradley King       |
| 1813–1814 | John Cash                  |
| 1814–1815 | John Claudius Beresford    |
| 1815–1816 | Robert Shaw                |
| 1816–1817 | Mark Bloxham               |
| 1817–1818 | John Alley                 |
| 1818–1819 | Sir Thomas McKenny         |
| 1819–1820 | Sir William Stamer         |
| 1820–1821 | Sir Abraham Bradley King   |
| 1821–1822 | Sir John Kingston James    |
| 1822–1823 | John Smith Fleming         |
| 1823–1824 | Richard Smyth              |
| 1824–1825 | Drury Jones                |
| 1825–1826 | Thomas Abbott              |
| 1826–1827 | Samuel Wilkinson Tyndall   |
| 1827–1828 | Sir Edmond Nugent          |
| 1828–1829 | Alexander Montgomery       |
| 1829–1830 | Jacob West                 |
| 1830–1831 | Sir Robert Harty           |
| 1831      | Richard Smyth              |
| 1831–1832 | Sir Thomas Whelan          |
| 1832–1833 | Charles Palmer Archer      |
| 1833–1834 | Sir George Whiteford       |
| 1834–1835 | Arthur Perrin              |
| 1835–1836 | Arthur Morrison            |
| 1836–1837 | William Hodges             |
| 1837–1838 | Samuel Warren              |
| 1838–1839 | George Hoyte               |
| 1839–1840 | Sir Nicholas William Brady |
| 1840–1841 | Sir John Kingston James    |

#### 1841–1900
Mit dem Inkrafttreten des Municipal Corporations (Ireland) Act 1840 wurden alle Landpächter mit einer jährlichen Pacht von £10 in der neugeschaffenen Dublin Corporation (heute Dublin City Council) aktiv und passiv wahlberechtigt. Daniel O’Connell war der erste  katholische Lord Mayor seit 1690.
| Jahr      | Name                     | Partei                   | Partei |
| --------- | ------------------------ | ------------------------ | ------ |
| 1841–1842 | Daniel O’Connell         | Repeal Association       |        |
| 1842–1843 | George Roe               | Liberal Party            |        |
| 1844–1845 | Sir Timothy O’Brien      | Liberal Party            |        |
| 1845–1846 | John L. Arabin           | Liberal Party            |        |
| 1846–1847 | John Keshan              | Liberal Party            |        |
| 1847–1848 | Michael Staunton         | Repeal Association       |        |
| 1848–1849 | Jeremiah Dunne           | Repeal Association       |        |
| 1849–1850 | Sir Timothy O'Brien      | Liberal Party            |        |
| 1850–1851 | John Reynolds            | Repeal Association       |        |
| 1851–1852 | Benjamin Guinness        | Irish Conservative Party |        |
| 1852–1853 | John D’Arcy              | Liberal Party            |        |
| 1853–1854 | Robert Henry Kinahan     | Irish Conservative Party |        |
| 1854–1855 | Sir Edward McDonnell     | Liberal Party            |        |
| 1855–1856 | Joseph Boyce             | Irish Conservative Party |        |
| 1856–1857 | Fergus Farrell           | Liberal Party            |        |
| 1857–1858 | Richard Atkinson         | Irish Conservative Party |        |
| 1858–1859 | John Campbell            | Liberal Party            |        |
| 1859–1860 | James Lambert            | Irish Conservative Party |        |
| 1860–1861 | Redmond Carroll          | Liberal Party            |        |
| 1861–1862 | Richard Atkinson         | Irish Conservative Party |        |
| 1862–1863 | Denis Moylan             | Liberal Party            |        |
| 1863–1864 | John Prendergast Vereker | Irish Conservative Party |        |
| 1864–1865 | Peter Paul McSwiney      | Liberal Party            |        |
| 1865–1866 | Sir John Barrington      | Irish Conservative Party |        |
| 1866–1867 | James Mackey             | Liberal Party            |        |
| 1867–1868 | William Lane-Joynt       | Liberal Party            |        |
| 1868–1870 | Sir William Carroll      | Irish Conservative Party |        |
| 1870–1871 | Edward Purton            | Irish Conservative Party |        |
| 1871      | Patrick Bulfin           | Irish Conservative Party |        |
| 1871–1872 | John Campbell            | Irish Conservative Party |        |
| 1872–1873 | Robert Garde Durdin      | Irish Conservative Party |        |
| 1873–1874 | Sir James Mackey         | Irish Conservative Party |        |
| 1874–1875 | Maurice Brooks           | Home Rule League         |        |
| 1875–1876 | Peter Paul McSwiney      | Liberal Party            |        |
| 1876–1877 | Sir George Bolster Owens | Irish Unionist Alliance  |        |
| 1877      | Lewis Wormser Harris     | Liberal Party            |        |
| 1877–1879 | Hugh Tarpey              | Liberal Party            |        |
| 1879–1880 | Sir John Barrington      | Irish Conservative Party |        |
| 1880–1881 | Edmund Dwyer Gray        | Home Rule League         |        |
| 1881–1882 | George Moyers            | Irish Conservative Party |        |
| 1882–1884 | Charles Dawson           | Home Rule League         |        |
| 1884–1885 | William Meagher          | Home Rule League         |        |
| 1885–1886 | John O'Connor            | Nationalist Party        |        |
| 1886–1888 | Timothy Daniel Sullivan  | Nationalist Party        |        |
| 1888–1890 | Thomas Sexton            | Nationalist Party        |        |
| 1890–1891 | Edward Joseph Kennedy    | Nationalist Party        |        |
| 1891–1893 | Joseph Meade             | Nationalist Party        |        |
| 1893–1894 | James Shanks             | Irish Unionist Alliance  |        |
| 1894–1896 | Valentine Blake Dillon   | Nationalist Party        |        |
| 1896–1898 | Richard F. McCoy         | Nationalist Party        |        |
| 1898–1900 | Daniel Tallon            | Nationalist Party        |        |
| 1900–1901 | Sir Thomas Devereux Pile | Irish Unionist Alliance  |        |

### 20. Jahrhundert
| Jahr      | Name                     | Partei                    | Partei         |
| --------- | ------------------------ | ------------------------- | -------------- |
| 1901–1904 | Timothy Harrington       | United Irish League       |                |
| 1904–1906 | Joseph Hutchinson        | United Irish League       |                |
| 1906–1908 | Joseph Nannetti          | United Irish League       |                |
| 1908–1909 | Gerald O’Reilly          | Irish Parliamentary Party |                |
| 1909–1910 | William Coffey           | Irish Parliamentary Party |                |
| 1910–1911 | Michael Doyle            | Irish Parliamentary Party |                |
| 1911–1912 | John J. Farrell          | Irish Parliamentary Party |                |
| 1912–1915 | Lorcan Sherlock          | Irish Parliamentary Party |                |
| 1915–1917 | Sir James Gallagher      | Unabhängiger              |                |
| 1917–1920 | Laurence O’Neill         | Unabhängiger              |                |
| 1920–1921 | Thomas Kelly             | Sinn Féin                 |                |
| 1921–1924 | Laurence O’Neill         | Unabhängiger              |                |
| 1924–1930 | Amt aufgehoben           | Amt aufgehoben            | Amt aufgehoben |
| 1930–1939 | Alfie Byrne              | Unabhängiger              |                |
| 1939–1941 | Kathleen Clarke          | Fianna Fáil               |                |
| 1941–1943 | Peadar S. Doyle          | Fine Gael                 |                |
| 1943–1945 | Martin O’Sullivan        | Labour Party              |                |
| 1945–1946 | Peadar S. Doyle          | Fine Gael                 |                |
| 1946–1947 | John McCann              | Fianna Fáil               |                |
| 1947–1948 | Patrick Joseph Cahill    | Fine Gael                 |                |
| 1948–1949 | John Breen               | Labour Party              |                |
| 1949–1950 | Cormac Breathnach        | Fianna Fáil               |                |
| 1950–1951 | Jack Belton              | Fine Gael                 |                |
| 1951–1953 | Andrew S. Clarkin        | Fianna Fáil               |                |
| 1953–1954 | Bernard Butler           | Fianna Fáil               |                |
| 1954–1955 | Alfie Byrne              | Unabhängiger              |                |
| 1955–1956 | Denis Larkin             | Labour Party              |                |
| 1956–1957 | Robert Briscoe           | Fianna Fáil               |                |
| 1957–1958 | James Carroll            | Unabhängiger              |                |
| 1958–1959 | Catherine Byrne          | Fine Gael                 |                |
| 1959–1960 | Philip Brady             | Fianna Fáil               |                |
| 1960–1961 | Maurice E. Dockrell      | Fine Gael                 |                |
| 1961–1962 | Robert Briscoe           | Fianna Fáil               |                |
| 1962–1963 | James O’Keeffe           | Fine Gael                 |                |
| 1963–1964 | Seán Moore               | Fianna Fáil               |                |
| 1964–1965 | John McCann              | Fianna Fáil               |                |
| 1965–1967 | Eugene Timmons           | Fianna Fáil               |                |
| 1967–1968 | Thomas Stafford          | Fianna Fáil               |                |
| 1968–1969 | Frank Cluskey            | Labour Party              |                |
| 1969–1974 | Amt aufgehoben           | Amt aufgehoben            | Amt aufgehoben |
| 1974–1975 | James O’Keeffe           | Fine Gael                 |                |
| 1975–1976 | Paddy Dunne              | Labour Party              |                |
| 1976–1977 | Jim Mitchell             | Fine Gael                 |                |
| 1977–1978 | Michael Collins          | Labour Party              |                |
| 1978–1979 | Paddy Belton             | Fine Gael                 |                |
| 1979–1980 | William Cumiskey         | Labour Party              |                |
| 1980–1981 | Fergus O’Brien           | Fine Gael                 |                |
| 1981–1982 | Alexis FitzGerald junior | Fine Gael                 |                |
| 1982–1983 | Daniel Browne            | Labour Party              |                |
| 1983–1984 | Michael Keating          | Fine Gael                 |                |
| 1984–1985 | Michael O’Halloran       | Labour Party              |                |
| 1985–1986 | Jim Tunney               | Fianna Fáil               |                |
| 1986–1987 | Bertie Ahern             | Fianna Fáil               |                |
| 1987–1988 | Carmencita Hederman      | Unabhängige               |                |
| 1988–1989 | Ben Briscoe              | Fianna Fáil               |                |
| 1989–1990 | Seán Haughey             | Fianna Fáil               |                |
| 1990–1991 | Michael Donnelly         | Fianna Fáil               |                |
| 1991–1992 | Seán Kenny               | Labour Party              |                |
| 1992–1993 | Gay Mitchell             | Fine Gael                 |                |
| 1993–1994 | Tomás Mac Giolla         | Workers’ Party            |                |
| 1994–1995 | John Gormley             | Green Party               |                |
| 1995–1996 | Seán D. Loftus           | Unabhängiger              |                |
| 1996–1997 | Brendan Lynch            | Unabhängiger              |                |
| 1997–1998 | John Stafford            | Fianna Fáil               |                |
| 1998–1999 | Joe Doyle                | Fine Gael                 |                |
| 1999–2000 | Mary Freehill            | Labour Party              |                |

### 21. Jahrhundert
| Jahr                | Name                | Partei       | Partei |
| ------------------- | ------------------- | ------------ | ------ |
| 2000–2001           | Maurice Ahern       | Fianna Fáil  |        |
| 2001–Juni 2002      | Michael Mulcahy     | Fianna Fáil  |        |
| Juni 2002           | Anthony Creevey     | Fianna Fáil  |        |
| 2002–2003           | Dermot Lacey        | Labour Party |        |
| 2003–2004           | Royston Brady       | Fianna Fáil  |        |
| 2004–2005           | Michael Conaghan    | Labour Party |        |
| 2005–2006           | Catherine Byrne     | Fine Gael    |        |
| 2006–2007           | Vincent Jackson     | Unabhängiger |        |
| 2007–2008           | Paddy Bourke        | Labour Party |        |
| 2008–2009           | Eibhlin Byrne       | Fianna Fáil  |        |
| 2009–2010           | Emer Costello       | Labour Party |        |
| 2010–2011           | Gerry Breen         | Fine Gael    |        |
| 2011–2012           | Andrew Montague     | Labour Party |        |
| 2012–2013           | Naoise Ó Muirí      | Fine Gael    |        |
| 2013–2014           | Oisín Quinn         | Labour Party |        |
| 2014–2015           | Christy Burke       | Unabhängiger |        |
| 2015–2016           | Críona Ní Dhálaigh  | Sinn Féin    |        |
| 2016–2017           | Brendan Carr        | Labour Party |        |
| 2017–2018           | Mícheál Mac Donncha | Sinn Féin    |        |
| 2018–2019           | Nial Ring           | Unabhängiger |        |
| 2019–Feb. 2020      | Paul McAuliffe      | Fianna Fáil  |        |
| Feb.–Juni 2020      | Tom Brabazon        | Fianna Fáil  |        |
| 2020–2021           | Hazel Chu           | Green Party  |        |
| 2021–2022           | Alison Gilliland    | Labour Party |        |
| 2022–2023           | Caroline Conroy     | Green Party  |        |
| 2023–2024           | Daithí de Róiste    | Fianna Fáil  |        |
| Juni–Dez. 2024      | James Geoghegan     | Fine Gael    |        |
| Dez. 2024–Juni 2025 | Emma Blain          | Fine Gael    |        |
| seit 2025           | Ray McAdam          | Fine Gael    |        |